# هارولد بيل
هارولد بيل (بالإنجليزية: Harold Bell)‏ (22 نوفمبر 1924 بليفربول في المملكة المتحدة - 1 يناير 1994) هو لاعب كرة قدم بريطاني (وحمل سابقاً جنسية المملكة المتحدة لبريطانيا العظمى وأيرلندا) في مركز قلب الدفاع. لعب مع نادي ترانمير روفرز لكرة القدم.